# خناق بوسطن
خَنَّاق بوسطن هو الاسم الذي يطلق على مجرم أو مجرمين قتلوا 13 امرأة في منطقة بوسطن، ماساتشوستس، في أوائل الستينيات. نُسبت الجرائم إلى ألبرت ديسالفو بناء على اعترافه، والتفاصيل التي كشفت عنها المحكمة خلال قضية منفصلة، وأدلة الحمض النووي التي تربطه بالضحية الأخيرة. منذ ذلك الحين، اقترحت المجموعات التي تحقق في الجرائم أن جرائم القتل (يشار إليها أحيانًا باسم "جرائم جورب الحرير") قد ارتكبها أكثر من شخص واحد.